# Evert Larock

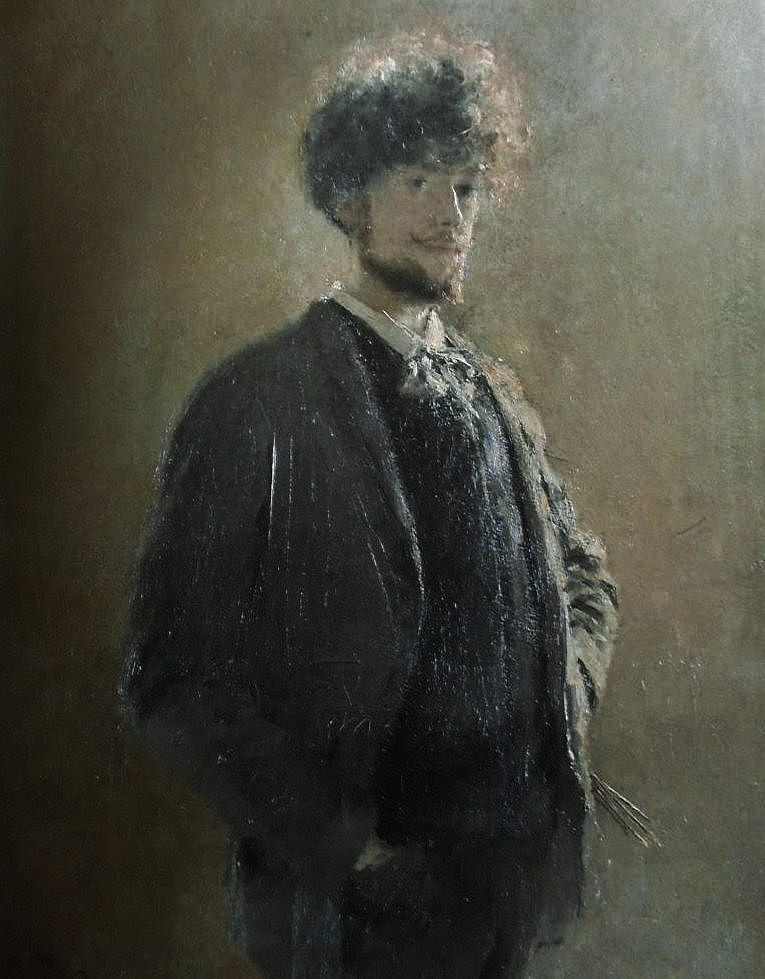
Evert Larock, Autoritratto,

Paul Charles Everard (Evert) Larock (Kapelle-op-den-Bos, 21 maggio 1865 – Kapelle-op-den-Bos, 13 gennaio 1901) è stato un pittore e docente belga.

## Biografia
Figlio di un veterinario, Evert Larock nacque in un paese in provincia di Anversa e studiò disegno ai corsi serali dell'Accademia di Malines (Mechelen), una vicina cittadina. Passò quindi all'Academia reale di belle arti di Anversa (1885-1886) e contemporaneamente lavorò nell'atelier del pittore e decoratore Henri Verbuecken, rimasto quasi sconosciuto. Studiava violino e aveva un'indole poetica.
Chiamato sotto le armi, nel 1884, dopo pochi mesi gli fu diagnosticata la tubercolosi ed ottenne l'esonero. Per vivere teneva corsi all'Accademia e dipingeva in compagnia del pittore animalista ed orientalista Charles Verlat - esponente di spicco del realismo pittorico belga e suo professore alla stessa Accademia di Anversa - grazie al quale ebbe contatti con Frans Hens pittore post-impressionista, con Alexander Struys, ritrattista e pittore di scene di genere e con altri artisti, appartenenti al circolo I XIII e a quello di Als ik Kan, come Léon Abry ed Émile Claus. Evert Larock era quindi uno degli artisti che, in Belgio, avevano deciso di rompere con il passato accademico e rinnovare l'arte, prendendo spunto dalla vita reale.

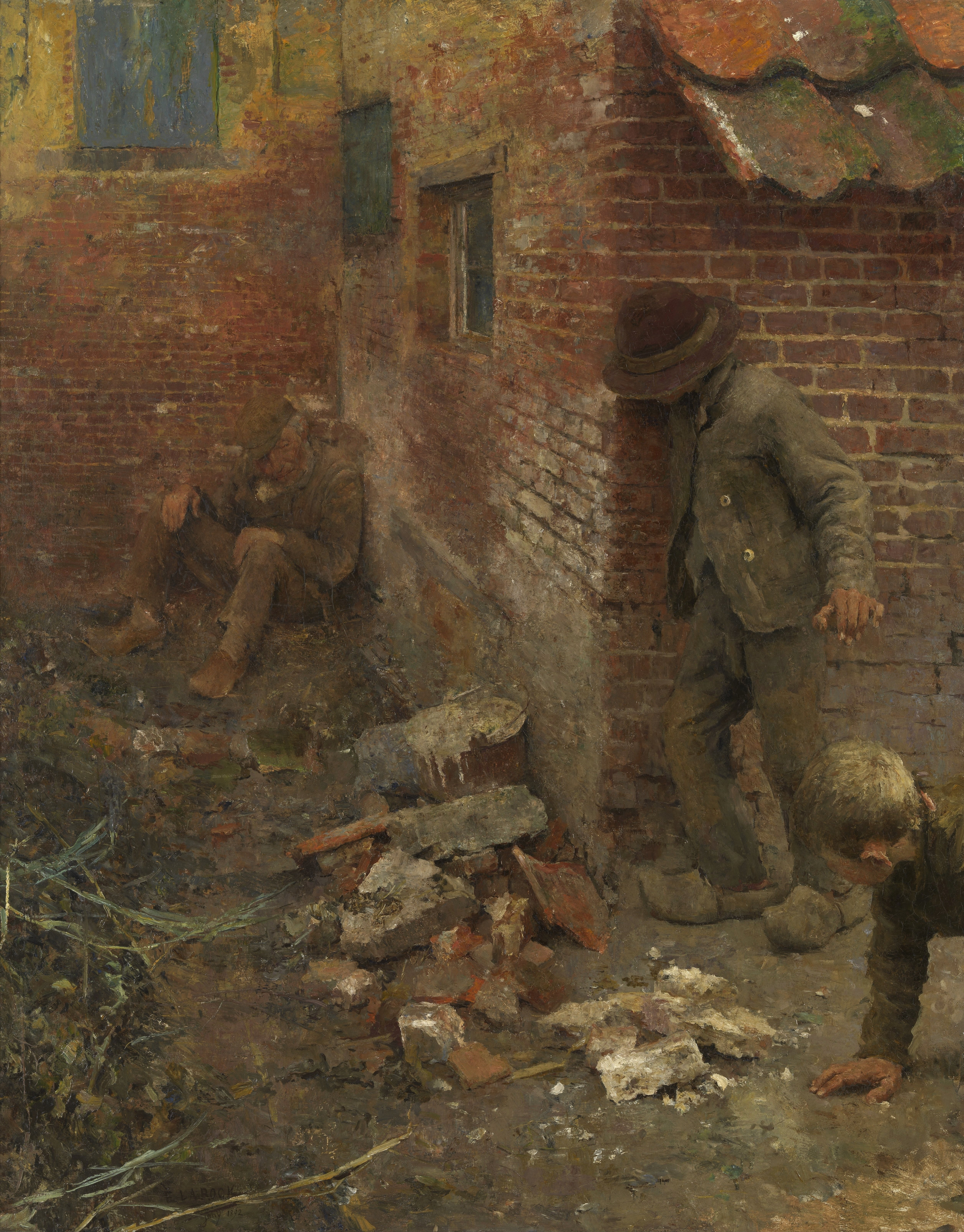
Larock, L'idiota, Museo reale di belle arti di Anversa

Con il sostegno di pittori amici e nonostante la sua infermità, riuscì ad esporre sue opere: nel 1891 con il gruppo Als ik Kan. Anche il circolo di artisti belgi Kunst van Heden (L'Arte di oggi) lo sostenne. Dipingeva plein air, subendo l'influenza degli impressionisti; ma fu contemporaneamente attratto dall'arte realistica o naturalistica, in cui poteva esprimere le sue doti di attento osservatore. Rappresentava il contadino, la vecchia merlettaia, il pescatore, il carbonaio. Era uno dei rappresentanti della pittura sociale che si manifestò in Belgio tra la fine dell'Ottocento e gli inizi del Novecento.
Fu ricoverato per breve tempo nel sanatorio di Bokrijk, poi ne uscì perché preferiva morire a casa. Il suo primo biografo è stato Edmond van Offel.